# Kyle van Klanach
Kyle van Klanach is het vierde stripalbum uit de stripreeks De Klaagzang van de Verloren Gewesten en het vierde deel van de cyclus Sioban. Het album is geschreven door Jean Dufaux en getekend door Rosinski. Van dit album verschenen twee drukken bij uitgeverij Dargaud.

## Inhoud
In het vierde deel raakt Sioban tijdens een schermutseling dodelijk gewond. De enige die haar nog kan helpen is Lady O'mara, Siobans moeder. Zij heeft intussen gehoord van het gif dat Vrouwe Gerfault Sioban heeft toegediend. Aangezien niemand weet hoe Sioban hiervan moet worden genezen, dient Lady O'mara haar dochter een gif toe. Iedereen gelooft dat Sioban gestorven is, maar na drie dagen wordt haar lijk van de brandstapel gestolen. Haar moeder had geweigerd om deze in brand te steken en daardoor was het geheel blijven liggen. 
Met een klein gezelschap werd naar Nyr Lynch gereisd om Sioban naast haar vader te leggen. Haar vader neemt het gif over en verbrijzelt als gevolg van het gif. Sioban blijft in leven, hoewel ze haar rechterwijsvinger verloren is. Dan trekt ze op, samen met de boeren die sinds haar huwelijk met prins Gerfault onderdrukt werden, naar het kasteel. Daar wordt Vrouwe Gerfault uit het kasteel gesloten. Voor de deur wordt ze doorboord door een salvo pijlen. Haar zoon sterft diezelfde dag in zoektocht achter Ouki-vlees.